# Víznar
Víznar ist eine Gemeinde in der Provinz Granada, Spanien, nur wenige Kilometer von der Stadt Granada entfernt. 2024 hatte die Gemeinde 997 Einwohnern auf einer Fläche von 13 km². Die höchste Erhebung ist 1050 m hoch.

## Geschichte
Hier steht der klassizistische Sommerpalast des Erzbischofs von Granada aus dem 18. Jahrhundert, Don José Manuel Moscoso y Peralta (1723–1811), einer bedeutenden Persönlichkeit in der Geschichte Perus.
In der Nähe von Víznar zwischen der Stadt und Alfacar wurden 1936 der bekannte Dichter Federico García Lorca (1898–1936) und die Schriftstellerin Agustina González López ermordet.